# Ernfrid Rydberg

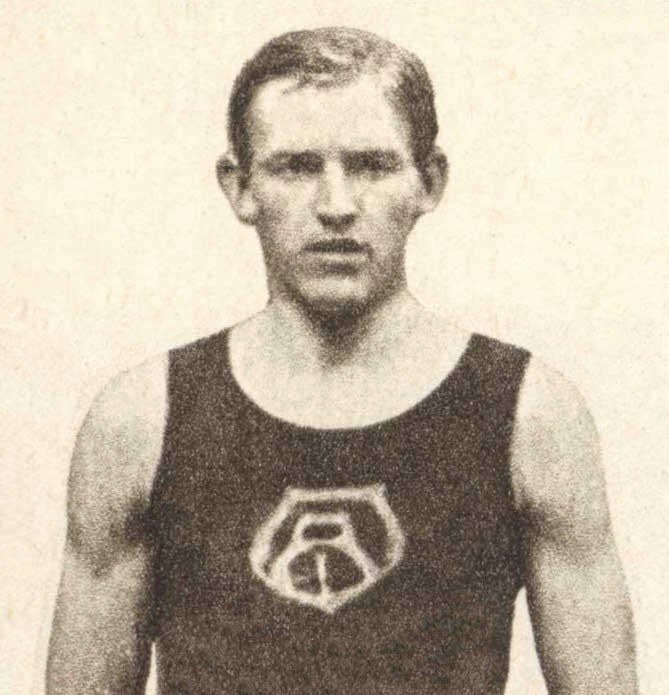
Ernfrid Rydberg

Ernfrid Rydberg (Erik Gunnar Ernfrid Rydberg; * 29. Oktober 1896 in Stockholm; † 3. Dezember 1976 in Uppsala) war ein schwedischer Stabhochspringer.
Bei den Olympischen Spielen 1920 in Antwerpen wurde er Fünfter mit 3,60 m.
Dreimal wurde er Schwedischer Meister (1920, 1922, 1924) und einmal Englischer Meister (1921). Seine persönliche Bestleistung von 3,90 m stellte er am 3. September 1922 in Kopenhagen auf.